# Ballad of a Rock 'n' Roll Loser
Ballad of a Rock 'n' Roll Loser è il titolo del quarto album del gruppo musicale norvegese Titanic, pubblicato nel 1975.

## Tracce
1. Riding Shotgun on My Soul
2. Honky Vagrant
3. Ballad of a Rock 'n' Roll Loser
4. The Crippler
5. Ricochet
6. Following a Line
7. Buckshee Woman
8. Gambler Dealer
9. Only When I Fly Alone
10. Don't Turn Around
11. Sliding Down Again
12. Rock 'n' Roll Loser